# Cantó de Quintin
El cantó de Quintin (bretó Kanton Kintin) és una divisió administrativa francesa situat al departament de Costes del Nord a la regió de Bretanya.

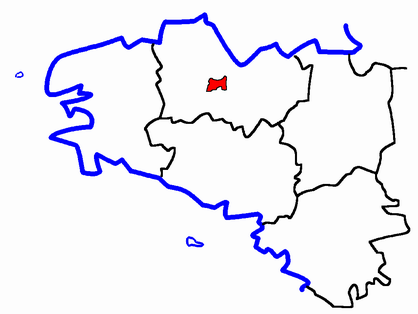
Situació del cantó

## Composició
El cantó aplega 8 comunes :
| Nom bretó      | Nom francès    | Nom gal·ló  |
| Ar Fouilh      | Le Fœil        | ---         |
| Al Leslae      | Le Leslay      | ---         |
| Plenaod        | Plaine-Haute   | Plenautt    |
| Kintin         | Quintin        | ---         |
| Sant-Vedan     | Saint-Brandan  | Saent-Medan |
| Sant-Weltaz    | Saint-Gildas   | ---         |
| Bourc'h-Kintin | Le Vieux-Bourg | ---         |
| Sant-Bic'hi    | Saint-Bihy     | Saent-Mehy  |

## Història
| Data d'elecció                           | Identitat   | Partit | Qualitat |
| ---------------------------------------- | ----------- | ------ | -------- |
| 2001-                                    | Marc Le Fur | UMP    |          |
| les dades anteriors no són pas conegudes |             |        |          |
|                                          |             |        |          |